# 미니 PC

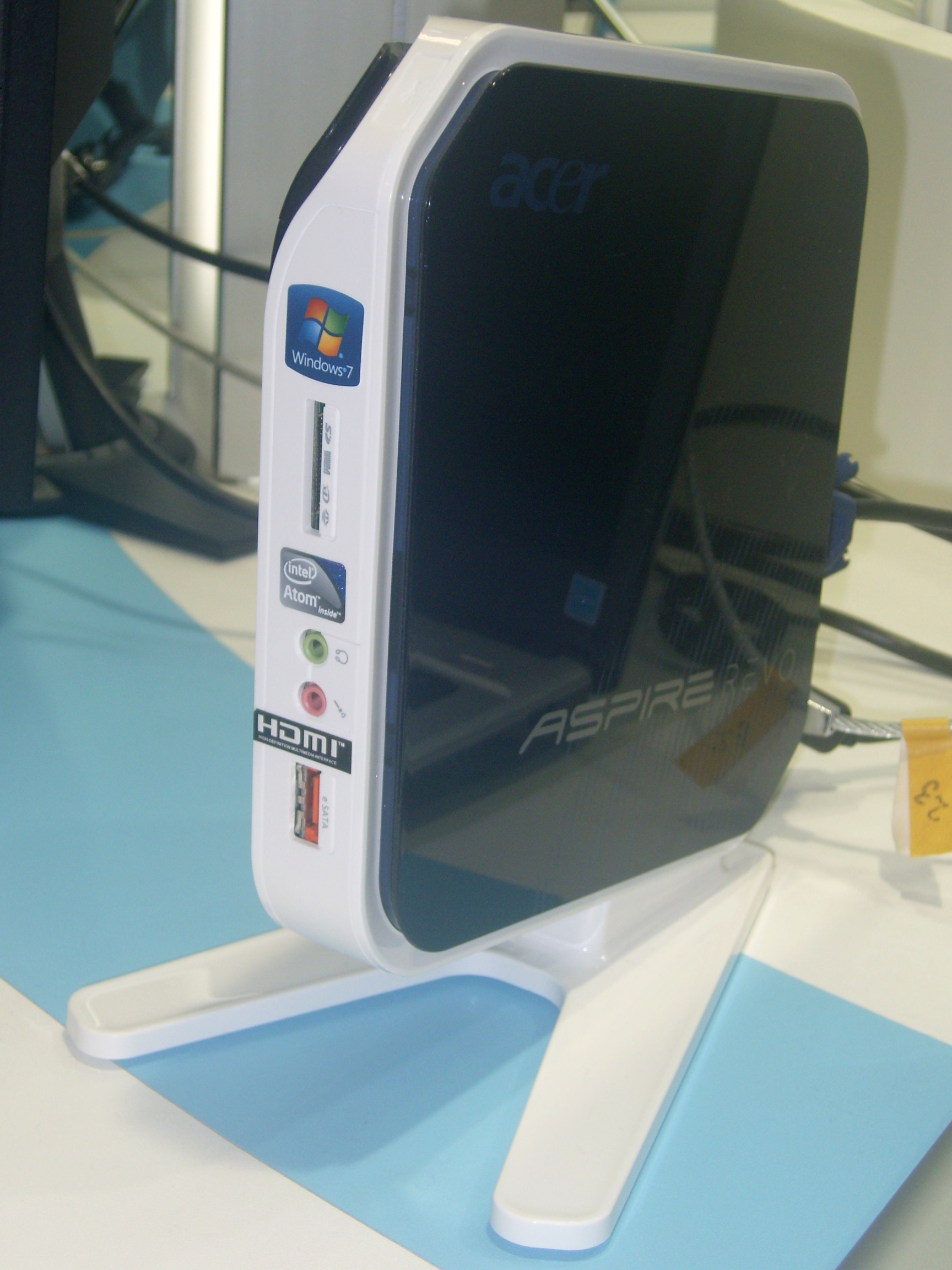
에이서 Aspire Revo 넷톱

넷톱(nettop) 또는 넷탑, 미니어처 PC(miniature PC), 미니 PC(Mini PC), 스마트 마이크로 PC(Smart Micro PC)는 인터넷 서핑, 웹 기반 애플리케이션 접근, 문서 처리, 오디오/비디오 재생과 같이 단순한 작업을 위해 설계된 소형의 저전력 레거시 프리 데스크톱 컴퓨터이다. "넷톱"이라는 용어는 인터넷과 데스크톱의 혼성어이다.
일반적인 데스크톱 컴퓨터에 비해 미니 PC는 크기가 작을뿐만 아니라 값이 더 저렴하고, 훨씬 더 적은 전력을 소비한다. 이를테면 컴퓨랩의 fit-PC2는 8 와트 미만의 전력을 소비하는 반면 일반적인 데스크톱은 100와트 이상의 전력을 쉽게 소비할 수 있다. 즉, 미니 PC는 상당히 적은 냉각이 필요하며 팬이 완전히 없는 경우도 있을 수 있다. 일부는 광학 디스크 드라이브가 없으며 솔리드 스테이트 드라이브(SSD)를 사용하여 완전 무소음으로 만들기도 한다. 하드웨어 사양과 처리 능력이 일반적으로 감소되므로 미니 PC는 복잡하거나 자원 집약적인 응용 소프트웨어를 실행하기에는 적합하지 않을 수 있다.

## 역사
넷톱과 미니 PC는 그 역사가 평범하지 않다. 이러한 장치의 최초의 파동은 2000년대 중순부터 말까지 발생하였으며 "넷톱"으로 통일되어 불렸다. 상단 그림에 보이는 Acer Aspire Revo와 같은 장치들이 그 예로서, 세컨드 PC가 필요한 사용자들을 위한, 저전력의 일시적 PC 대용품의 성격이거나 개발도상국에서 사용하는 것으로 간주되었다. 다른 관점에서는 비효율적인 PC를 대체할만한 신 클라이언트 기반의 온라인 컴퓨터로 치부되기도 했다.
이러한 장치들의 수요가 빠르게 꺾이면서 업계는 새로운 형태의 랩톱 컴퓨터처럼 이러한 장치들이 휴대 장치였으면 더 좋겠다는 불평을 해결하고자 하였다. 그 결과물이 바로 넷톱의 진정한 미래로 간주되는 장치인 넷북이다. 2008년 이후 경제적 문제가 부상하면서 당시 어느 정도 기능을 갖추면서 비용이 낮고 휴대성이 좋은 이러한 기기들이 인기를 끌게 되었다.
2015년, 이 개념이 부활하였다. 성공 가능성이 있는 스틱 PC와 더불어 단일 칩 체제와 단일 보드 컴퓨터를 병합하는 아이디어는 넷톱의 원래의 제품 목표를 지속시켰다. Azulle Access Plus나 MINIX Z83-4와 같은 미니 PC들은 넷톱 아키텍처와 다르다는 이유로 예외적으로 "미니 PC"로 불렸다.

## 하드웨어
넷톱과 넷북을 위해 주로 고안된 플랫폼으로는 3가지가 있다:
- 인텔의 센트리노 아톰 플랫폼[8]
- 엔비디아의 아이온 플랫폼[9]
- 비아의 트리니티 플랫폼[10]

일부 넷톱은 단일 칩 체제 설계를 채택하기도 했다. 칩셋, 그래픽 카드, 기억 장치와 같은 일부 주요 부품들은 데스크톱에서도 볼 수 있지만, 넷톱에 들어가는 CPU들은 일반 데스크톱의 것과는 차별화된 필수적인 부품들이다. 아래의 목록은 일반적인 넷톱에 조립되는 하드웨어 부품을 나열한 것이다.
- CPU
인텔 아톰, 코어 i3 (X86)
비아 나노, 비아 C7 프로세서 (x86)
AMD 가속 처리 장치 (x86)
AMD 지오드 (x86)
ARM Cortex 기반 CPU (ARM)
Loongson (MIPS)
- GPU
인텔 인텔 GMA
S3 그래픽스 크롬
지포스 9400M G (MCP79MX 내장. 엔비디아 아이온 플랫폼)
AMD 라데온 HD 6310
ATI HD4530
파워VR
- 칩셋
945GSE, 945GC 익스프레스 칩셋
MCP79MX (내장형 지포스 9400M G GPU. 엔비디아 아이온 플랫폼)
비아 VX800 IGP 칩셋
- 램
일반적으로 512 MB ~ 1 GB의 SDRAM (DDR / DDR2 메모리)
- 기억 장치
최소 1 GB의 플래시 메모리
2.5" 하드 디스크 드라이브 또는 솔리드 스테이트 드라이브(SSD)
- 네트워크
이더넷 및 와이파이
- I/O 포트
LAN, USB 2.0, 비디오 출력, 오디오 출력

## 운영 체제
수많은 넷톱 모델들은 x86 프로세서 기반이며 이 경우 표준 PC 운영 체제의 구동이 가능하다. 동일한 성능 계열의 넷톱 및 기타 머신을 위해 특별히 설계된 운영 체제들도 있다. 넷톱을 지원하는 리눅스 배포판은 우분투, 이전에 지원된 우분투 넷북 에디션, 모블린, 졸리 OS가 있다. 일부 고성능 넷톱과 차기 모델들은 윈도우 비스타와 윈도우 7의 구동이 가능하다. 리눅스 또한 넷톱 제조업체들이 채택하고 있는데, 그 이유는 설치에 비용이 거의 들지 않고 다양한 컴퓨터 아키텍처를 지원하기 때문이다. 구글의 안드로이드 리눅스 배포판 또한 다른 선택 사항이다. 구글의 안드로이드가 스마트폰을 위해 설계되어 있으나 넷톱 시장에도 자리를 차지하고 있다.

## 같이 보기
- 애플 TV
- AMD 가속 처리 장치
- 클라우드 컴퓨팅
- 맥 미니
- 미니 PC
- 넷북
- 스틱 PC
- 플러그 컴퓨터
- 태블릿 컴퓨터
- 신 클라이언트